# 53.º Batallón de Reconocimiento Panzer
El Batallón de Reconocimiento de la 3.ª División (3. Divisions-Aufklärungs-Abteilung) fue un Batallón de reconocimiento del Ejército alemán (Heer) durante la Segunda Guerra Mundial.

## Historia
Formado el 26 de agosto de 1939 en Fürstenwalde con componentes de la  9.º Regimiento de Caballería/3.ª División de Infantería. En 1939 se convirtió en el 22.º Regimiento de Caballería. En 1940 fue disuelto.